# Rio Iaco
Le rio Iaco est un cours d'eau brésilien qui coule quelques kilomètres au Pérou avant de baigner l'État brésilien d'Acre et un affluent du rio Purus dans le bassin amazonien. 

## Géographie
Il arrose les municipalités d'Assis Brasil et Sena Madureira. Il rejoint le rio Purus près de cette localité. Ses principaux affluents sont le rio Macauã (270 km) et le rio Caeté (240 km, 3 630 km², 140 m3/s).